# Eduard Gildemeister (Chemiker)
Martin Wilhelm Eduard Gildemeister (* 6. April 1860 in Bonn; † 8. Mai 1938 in Bremen) war ein deutscher Chemiker.
Eduard Gildemeisters Eltern waren der Orientalist Johannes Gustav Gildemeister und Johanna, eine Tochter des August Wilhelm Gildemeister. Ein Sohn seines Vetters Martin war der Architekt Eduard Gildemeister (1848–1946). 
Nach Gehilfenjahr in Bonn studierte er Pharmazie in Bonn, München und in Freiburg/Breisgau. 1888 wurde er unter Otto Wallach in Bonn mit der Arbeit „Zur Kenntnis der Eukalyptusöle“ promoviert. 
Bei Schimmel & Co. in Miltitz bei Leipzig trat er als wissenschaftlicher Mitarbeiter ein, stieg 1900 zum Direktor auf, und 1917 zum Leiter der gesamten Fabrikation. 
Mit dem am 20. Juni 1832 in Wriezen an der Oder geborenen Pharmazeuten Friedrich Hoffmann, der eine Weile in Lunow, Bagemühl, zu Prenzlau bei Apothekerlehre bei Johann Friedrich Holtz und New York City verbracht hatte, gab er 1899 im Auftrag Schimmels das Standardwerk Die Ätherischen Öle (Neuauflage: Berlin 1959) heraus. 
Er heiratete Hermine Agnes Theodore genannt Dora, die Tochter des Bremer Pastors Adalbert Portig (1842–1916).
Er wurde auf dem Riensberger Friedhof beerdigt (Grablage R 0161/R 0164).